# El detectiu Conan: Black Iron Mystery Train
El detectiu Conan: Black Iron Mystery Train (名探偵コナン 灰原哀物語 ～黒鉄のミステリートレイン～, Meitantei Conan: Haibara Ai Monogatari ~Kurogane no Misuterī Torein~) és una pel·lícula d'animació anime estrenada el 6 de gener de 2023. Es tracta d'una compilació per promocionar la vint-i-sisena pel·lícula del Detectiu Conan, Black iron submarine. El doblatge i subtítols en català es va estrenar en format DVD el 15 de desembre de 2023 a càrrec de la distribuïdora Alfa Pictures. Es va emetre al canal SX3 al 15 d'abril de 2025.

## Argument
La pel·lícula se centra en el passat d'Ai Haibara, una dona amb diferents identitats. Aquesta pel·lícula derivada conté material de diferents episodis de la sèrie anime, com «El tren del misteri», i algunes escenes noves.

## Repartiment

### Repartiment de veus original
- Minami Takayama com a Conan Edogawa
- Megumi Hayashibara com a Ai Haibara, Shiho Miyano, Elena Miyano
- Kenichi Ogata com a Hiroshi Agasa
- Yukitoshi Hori com a Gin
- Wakana Yamazaki com a Ran Mouri
- Rikiya Koyama com a Kogoro Mouri
- Yukiko Iwai com a Ayumi Yoshida
- Ikue Otani com a Mitsuhiko Tsuburaya